# Microrregión del Karirí Oriental
La microrregión del Cariri Oriental era una de las microrregiones del estado brasileño de Paraíba, en aquel entonces perteneciente a la mesorregión Borborema. Su población fue estimada en 2006 por el IBGE en 61.388 habitantes y estaba dividida en doce municipios. Poseía un área total de 4.242,135 km².
En 2017, el IBGE disolvió las mesorregiones y microrregiones, creando un nuevo marco regional brasileño, con nuevas divisiones geográficas denominadas, respectivamente, regiones geográficas intermedias e inmediatas.

## Municipios
- Alcantil
- Barra de Santana
- Barra de São Miguel
- Boqueirão
- Cabaceiras
- Caraúbas
- Caturité
- Gurjão
- Riacho de Santo Antônio
- Santo André
- São Domingos do Cariri
- São João do Cariri